# Stazione di Roma Casilina
La stazione di Roma Casilina è una stazione ferroviaria a servizio di Roma: è l'unica della Capitale gestita da RFI a essere chiusa al traffico passeggeri a causa della scarsa frequentazione. Nonostante ciò lo scalo continua a essere presenziato in quanto rappresenta uno dei principali nodi ferroviari della regione, dove transitano le linee ferroviarie per Napoli via Cassino, Napoli via Formia, Velletri, Albano Laziale e Frascati.
Fino al 1941 portava il nome di Roma Mandrione.

## Strutture e impianti
La stazione dispone di un fabbricato viaggiatori chiuso al pubblico. Al suo fianco sorge l'edificio dove aveva sede la dirigenza del movimento (con annesso apparato ACELI) prima dello spostamento degli impianti in una nuova cabina posta lato Napoli, con un apparato di tipo ACC.
I binari sono 9 e tutti passanti, i primi 5 sono su tracciato deviato per permettere l'accesso ai passanti ferroviari verso Roma Tiburtina e Roma Tuscolana mentre gli altri 4 sono i binari di transito delle 2 linee per Napoli. Solo 3 binari erano a servizio dei passeggeri in quanto muniti di banchine e collegati tra loro tramite passerella a raso.

## Movimento
A causa della scarsa frequentazione la stazione è stata definitivamente chiusa al pubblico il 13 dicembre 2003, quando già fermava un numero molto limitato di treni, ma viene usata come fermata straordinaria in condizioni di difficoltà; ad esempio, durante le forti nevicate che interessarono la capitale nel febbraio 2012, o anche nei giorni dal 26 aprile al 6 maggio 2012, quando vi furono deviati via Roma Casilina-Roma Tiburtina o Roma Casilina-Roma Tuscolana-Roma Ostiense i treni Intercity normalmente attestati a Roma Termini, ove i binari dal 4 al 9 furono chiusi alla circolazione a causa di un incidente.